# Bejaranoa
Bejaranoa là một chi thực vật có hoa trong họ Cúc (Asteraceae).

## Loài
Chi Bejaranoa gồm các loài: